# Marc Baget
Pour les articles homonymes, voir Baget.
Pas d'image ? Cliquez ici

a Compétitions nationales et continentales officielles uniquement.

Dernière mise à jour le 27 septembre 2017.
Marc Baget, né le 5 septembre 1984 à Tournay (Hautes-Pyrénées), est un joueur français de rugby à XV qui évolue au poste de troisième ligne centre (1,91 m pour 109 kg).

## Biographie
Marc Baget fait ses débuts au plus haut niveau à Biarritz en 2003. Après trois saisons durant lesquelles il participe à la conquête de deux titres de Champion de France, il signe à Bayonne où il reste sept ans.
Après quatre saisons à Béziers puis Agen, il est contraint de mettre un terme à sa carrière en raison d'une blessure au dos,.
Le 5 avril 2024, il annonce qu'il reprend le club du Biarritz olympique avec son ancien coéquipier Shaun Hegarty et l'ancien international sud-africain Flip van der Merwe.

## Palmarès
- Champion de France : 2005, 2006
- Équipe de France Universitaire : 1 sélection en 2006 (Angleterre U), 1 essai
- Équipe de France -21 ans : 
  - Participation au championnat du monde 2005 en Argentine (5 sélections contre l'Irlande, l'Italie, l'Angleterre, l'Australie et la Nouvelle-Zélande) et aux championnats du monde 2003 en Angleterre et 2004 en Écosse
  - 7 sélections en 2004-2005
- Équipe de France -19 ans : 
  - 2003 : participation au championnat du monde en France, 4 sélections (Canada, Pays de Galles, Afrique du Sud, Argentine), 3 fois capitaine et 1 essai
  - 7 sélections en 2002-2003